# Rieux-de-Pelleport
Rieux-de-Pelleport (okzitanisch Rius de Pelapòrc) ist eine französische Gemeinde mit 1261 Einwohnern (Stand 1. Januar 2022), die im Département Ariège in der Region Okzitanien (vor 2016 Midi-Pyrénées) liegt. Sie gehört zum Arrondissement Foix und ist Mitglied im Gemeindeverband L’Agglo Foix-Varilhes. Die Einwohner werden Ruxéens und Ruxéennes genannt.

## Geografie

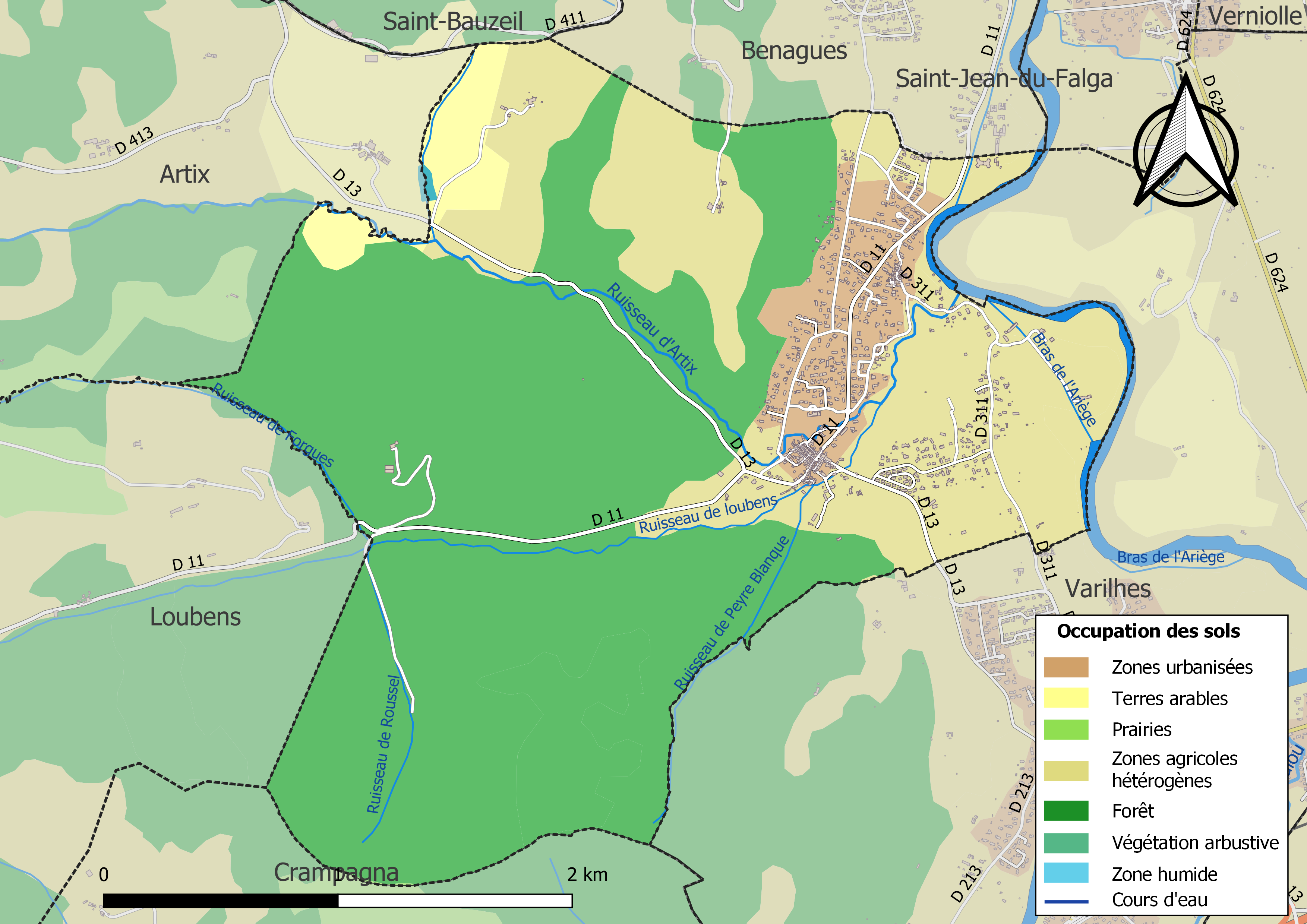
Bodennutzung, Hydrografie und Infrastruktur der Gemeinde

Die Gemeinde ist historisch und kulturell Teil des Pays de Foix und liegt etwa elf Kilometer nördlich von Foix sowie etwa 62 Kilometer südsüdöstlich von Toulouse am linken Ufer der Ariège. Rieux-de-Pelleport befindet sich im Einzugsgebiet der Garonne und wird außer von der Ariège vom Ruisseau d’Artix, vom Ruisseau de Forgues, vom Ruisseau de loubens, vom Ruisseau de Peyre Blanque, vom Ruisseau de Roussel und einem kleineren Bach entwässert. Das Gemeindegebiet ist Teil des Natura 2000-Schutzgebiets „Garonne, Ariège, Hers, Salat, Pique et Neste“, das hauptsächlich der Fischwanderung gewidmet ist, und von vier ZNIEFF-Naturgebieten. Fast zwei Drittel der Fläche der Gemeinde sind bewaldet, etwa 27 % werden landwirtschaftlich genutzt.
Umgeben wird Rieux-de-Pelleport von den Nachbargemeinden Saint-Bauzeil im Norden und Nordwesten, Benagues im Norden, Saint-Jean-du-Falga im Nordosten, Varilhes im Osten, Crampagna im Süden, Loubens im Westen und Südwesten sowie Artix im Westen.

## Bevölkerungsentwicklung
| Rieux-de-Pelleport: Einwohnerzahlen von 1793 bis 2020                                                                      | Rieux-de-Pelleport: Einwohnerzahlen von 1793 bis 2020 | Rieux-de-Pelleport: Einwohnerzahlen von 1793 bis 2020 | Rieux-de-Pelleport: Einwohnerzahlen von 1793 bis 2020 | Rieux-de-Pelleport: Einwohnerzahlen von 1793 bis 2020 |
| --- | ----------------------------------------------------- | ----------------------------------------------------- | ----------------------------------------------------- | ----------------------------------------------------- |
| Jahr |                                                       |                                                       |                                                       | Einwohner                                             |
| 1793 | 1793                                                  |                                                       | 464                                                   | 464                                                   |
| 1800 | 1800                                                  |                                                       | 474                                                   | 474                                                   |
| 1806 | 1806                                                  |                                                       | 542                                                   | 542                                                   |
| 1821 | 1821                                                  |                                                       | 551                                                   | 551                                                   |
| 1831 | 1831                                                  |                                                       | 628                                                   | 628                                                   |
| 1836 | 1836                                                  |                                                       | 638                                                   | 638                                                   |
| 1841 | 1841                                                  |                                                       | 630                                                   | 630                                                   |
| 1846 | 1846                                                  |                                                       | 570                                                   | 570                                                   |
| 1851 | 1851                                                  |                                                       | 571                                                   | 571                                                   |
| 1856 | 1856                                                  |                                                       | 582                                                   | 582                                                   |
| 1861 | 1861                                                  |                                                       | 573                                                   | 573                                                   |
| 1866 | 1866                                                  |                                                       | 545                                                   | 545                                                   |
| 1872 | 1872                                                  |                                                       | 516                                                   | 516                                                   |
| 1876 | 1876                                                  |                                                       | 535                                                   | 535                                                   |
| 1881 | 1881                                                  |                                                       | 513                                                   | 513                                                   |
| 1886 | 1886                                                  |                                                       | 510                                                   | 510                                                   |
| 1891 | 1891                                                  |                                                       | 523                                                   | 523                                                   |
| 1896 | 1896                                                  |                                                       | 454                                                   | 454                                                   |
| 1901 | 1901                                                  |                                                       | 424                                                   | 424                                                   |
| 1906 | 1906                                                  |                                                       | 400                                                   | 400                                                   |
| 1911 | 1911                                                  |                                                       | 410                                                   | 410                                                   |
| 1921 | 1921                                                  |                                                       | 349                                                   | 349                                                   |
| 1926 | 1926                                                  |                                                       | 333                                                   | 333                                                   |
| 1931 | 1931                                                  |                                                       | 339                                                   | 339                                                   |
| 1936 | 1936                                                  |                                                       | 294                                                   | 294                                                   |
| 1946 | 1946                                                  |                                                       | 316                                                   | 316                                                   |
| 1954 | 1954                                                  |                                                       | 309                                                   | 309                                                   |
| 1962 | 1962                                                  |                                                       | 305                                                   | 305                                                   |
| 1968 | 1968                                                  |                                                       | 292                                                   | 292                                                   |
| 1975 | 1975                                                  |                                                       | 323                                                   | 323                                                   |
| 1982 | 1982                                                  |                                                       | 477                                                   | 477                                                   |
| 1990 | 1990                                                  |                                                       | 700                                                   | 700                                                   |
| 1999 | 1999                                                  |                                                       | 848                                                   | 848                                                   |
| 2006 | 2006                                                  |                                                       | 1.063                                                 | 1.063                                                 |
| 2013 | 2013                                                  |                                                       | 1.271                                                 | 1.271                                                 |
| 2020 | 2020                                                  |                                                       | 1.270                                                 | 1.270                                                 |
| Quelle(n): EHESS/Cassini bis 1999, INSEE ab 2006 Anmerkung(en): Ab 1962 offizielle Zahlen ohne Einwohner mit Zweitwohnsitz |                                                       |                                                       |                                                       |                                                       |

## Sehenswürdigkeiten
- Kirche Sainte-Madeleine aus dem 19. Jahrhundert
- Burgruine